# Rathbone Hills
Rathbone Hills – niskie wzgórza i nunataki w Gutenko Mountains w środkowej Ziemi Palmera w południowej części Półwyspu Antarktycznego. 
Ich mapę sporządził United States Geological Survey w 1974 roku. Ich nazwa upamiętnia majora United States Marine Corps Davida L. Rathbone'a – dowódcę samolotu LC-130 ze szwadronu VXE-6 służącego podczas operacji Deep Freeze w 1970 i 1971 roku.    